# Ez Dok Amairu
Ez Dok Amairu (en euskera: No hay trece) fue un movimiento cultural vasco que entre 1965 y 1972 se dedicó a recuperar la lengua vasca y renovar la cultura euskalduna.
Su desarrollo coincidió con movimientos similares en otras zonas de España, como es el caso de Els Setze Jutges dentro de la Nova Cançó  en Cataluña o el Manifiesto Canción del Sur, en Andalucía. Surgido dentro de la llamada nueva canción vasca, compuesto fundamentalmente por cantantes y escritores en euskera, incluyó también otras disciplinas. La canción constituyó un medio para lanzar mensajes nuevos de esperanza, justicia, paz y libertad. Se trató de crear una nueva identidad, denunciar las injusticias, expresar la necesidad de crear una conciencia de pueblo, transmitir esperanza y acercar la literatura al pueblo. Como la canción era el medio para difundir el mensaje, los festivales se convirtieron en un pretexto para que la gente se reuniera.
Además de las características culturales contenía elementos políticos y sociales reivindicativos en plena dictadura franquista. 
El nombre del movimiento lo propuso Jorge Oteiza en 1965 basándose en un cuento popular vasco, San Martinen estutasuna (El apuro de San Martín), recogido por Resurrección Mª de Azkue, que concluía con la frase "Ez dok amairu" (traducción literal "no hay trece"), que significa que "no hay maleficio", que se había roto el maleficio del trece. El sueño de Oteiza era el de unir todas las disciplinas con el fin de recuperar la castigada cultura vasca. El ámbito musical fue donde mejor se asentó.
En 1970 el grupo presentó el espectáculo Baga biga higa sentikaria, una propuesta que supondría un cambio significativo, tanto estética como musicalmente, en la nueva canción vasca.
En 1971 Benito Lertxundi sacó un disco con el título de "Ez dok amairu" en el que estaban las conocidas canciones "Zenbat Gera" y "Urak dakarrena".
El grupo se disolvió en 1972, cuando la dictadura estaba finalizando. Desde entonces varios de sus miembros han seguido su propio camino y se han convertido en referencia en la música y cultura vascas.
En 2003, la 13.ª edición de la Korrika homenajeó al grupo y la canción de ese año fue cantada por Mikel Laboa y Ruper Ordorika.

## Miembros

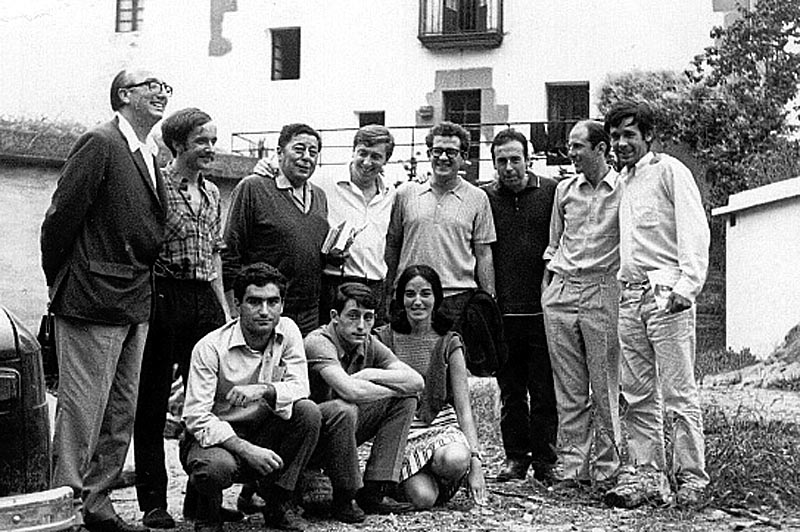
Diversos miembros del grupo Ez Dok Amairu posando junto al cantante Atahualpa Yupanqui (tercero por la izquierda): José Antón Artze (segundo por la izquierda), Benito Lertxundi (cuarto), Mikel Laboa (sexto), José Ángel Irigarai (séptimo), Xabier Lete (agachado, el primero por la izquierda) y Lourdes Iriondo. El último a la derecha es Paco Ibáñez.

- Benito Lertxundi
- Jexux Mari Artze
- José Antón Artze
- Néstor Basterretxea
- Nemesio Etxaniz
- Bitoriano Gandiaga
- José Ángel Irigarai
- Joxe Mari Iriondo
- Lourdes Iriondo
- Michel Labeguerie
- Mikel Laboa
- Julen Lekuona
- Xabier Lete
- Oskarbi
- Jorge Oteiza
- Antton Valverde

## Documental
El documental de seis partes Zai, zoi, bele (Orio produzioak) analiza la formación, el desarrollo y la disolución del grupo.